# Jenn Ashworth
Jenn Ashworth (Preston, 1982) è una scrittrice britannica.

## Biografia
Nata nel 1982 a Preston, vive e lavora nel Lancashire.
Dopo aver studiato inglese al Newnham College e scrittura creativa all'Università di Manchester, prima di dedicarsi alla scrittura ha svolto svariati mestieri quali barista, cameriera e donna delle pulizie.
Insegnante di letteratura inglese e scrittura creativa all'Università di Lancaster, tra i riconoscimenti ottenuti si segnala il Betty Trask Award del 2010 per il suo romanzo d'esordio Un certo tipo di intimità uscito un anno prima.
Membra della Royal Society of Literature dal 2018, suoi contributi sono apparsi sul Guardian.

## Opere principali

### Romanzi
- Un certo tipo di intimità (A Kind of Intimacy, 2009), Roma, edizioni E/O, 2010 traduzione di Nello Giugliano ISBN 978-88-7641-916-4.
- Cold Light (2011)
- The Friday Gospels (2013)
- Fell (2016)

### Saggi
- Notes Made While Falling (2019)

## Premi e riconoscimenti
- Betty Trask Award: 2010 vincitrice con Un certo tipo di intimità